# Fort de Hollogne
Le fort de Hollogne est un des 12 forts composant la position fortifiée de Liège à la fin du XIXe siècle en Belgique. Il fut construit entre 1888 et 1892 selon les plans du général Brialmont. Contrairement aux forts français construits durant la même période par Raymond Séré de Rivières, il fut entièrement construit avec du béton non renforcé, nouveau matériau pour l'époque, plutôt qu'en maçonnerie. Le fort fut lourdement bombardé lors de la Première Guerre mondiale durant la bataille de Liège. Contrairement aux autres forts liégeois, il n'a jamais été modernisé durant l'entre-deux-guerres. Il a été préservé et est devenu un musée.

## Description
Le fort est situé à environ 8 kilomètres à l'ouest du centre de Liège juste à côté de l'actuel aéroport de Bierset.
Le fort forme un triangle isocèle dont la base est longue de 200 m et les côtés de 225 m, Un fossé de 6 mètres de profondeur et de 8 mètres de large entoure le fort. L'armement principal est concentré dans le massif central. Les fossés étaient défendues en enfilade par des canons de 57 mm disposés dans des casemates dans le mur de contrescarpe
C'est un des plus petits forts de la position fortifiée
Mis à part le fort de Loncin, les forts belges possédaient peu de provisions pour subvenir à l'intendance quotidienne d'une garnison en temps de guerre. De plus les latrines, douches, cuisine, morgue se trouvaient dans la contrescarpe, une position intenable au combat. Cela aura d'importantes conséquences sur la capacité des forts à soutenir un assaut se prolongeant. La zone de service était placée directement en face des baraquements, qui s'ouvraient sur le fossé à l'arrière du fort (en direction de Liège), avec une protection moindre que les deux fossés latéraux. L'arrière des forts Brialmont était plus légèrement défendu pour faciliter une recapture par les forces armées belges. On trouvait aussi sur ce côté les baraquements et les communs, le fossé arrière permettant l'éclairage naturel et la ventilation. Au combat, les tirs d'artillerie rendaient le fossé intenable et les Allemands ayant pu passer entre les forts pouvaient les attaquer par l'arrière.

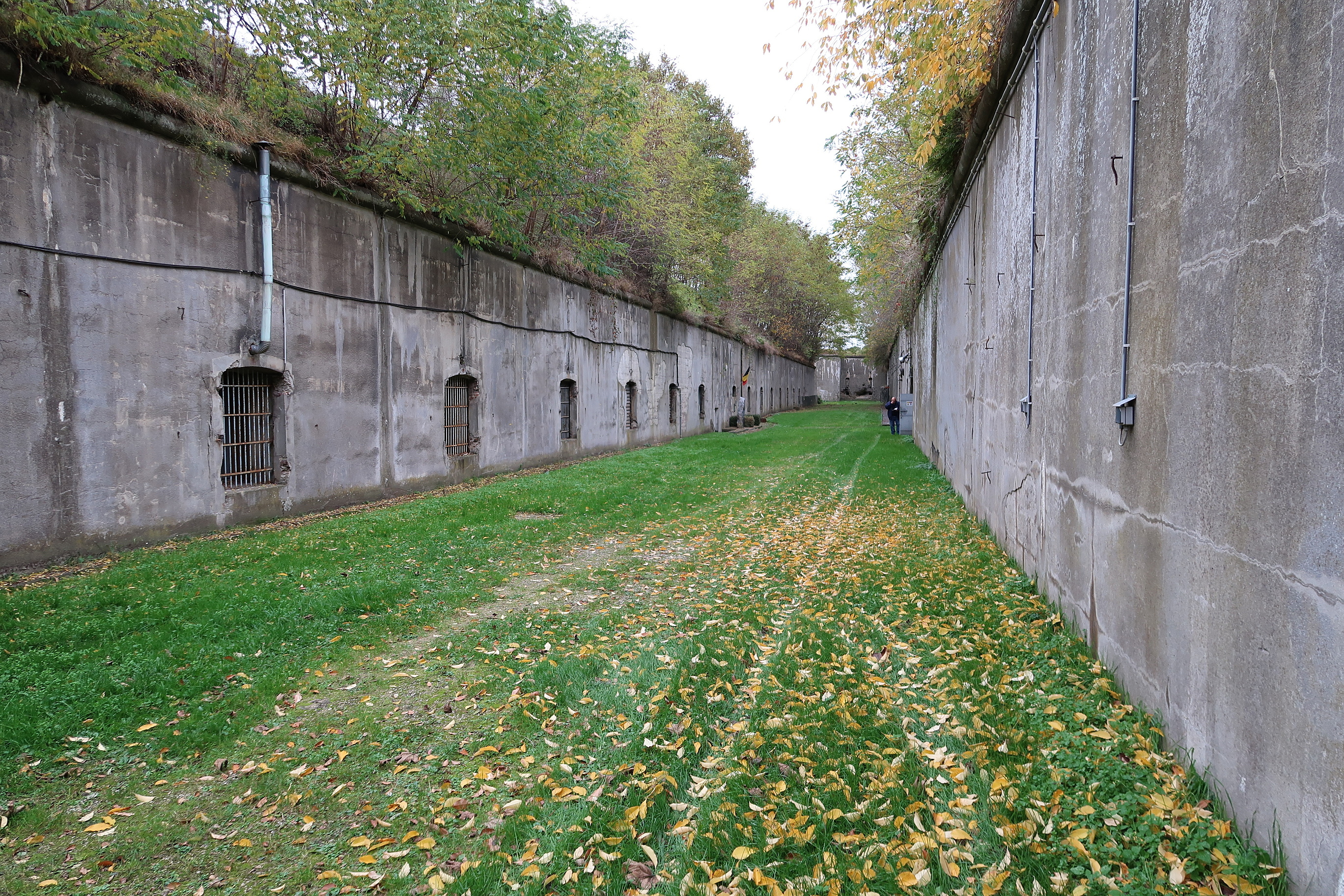
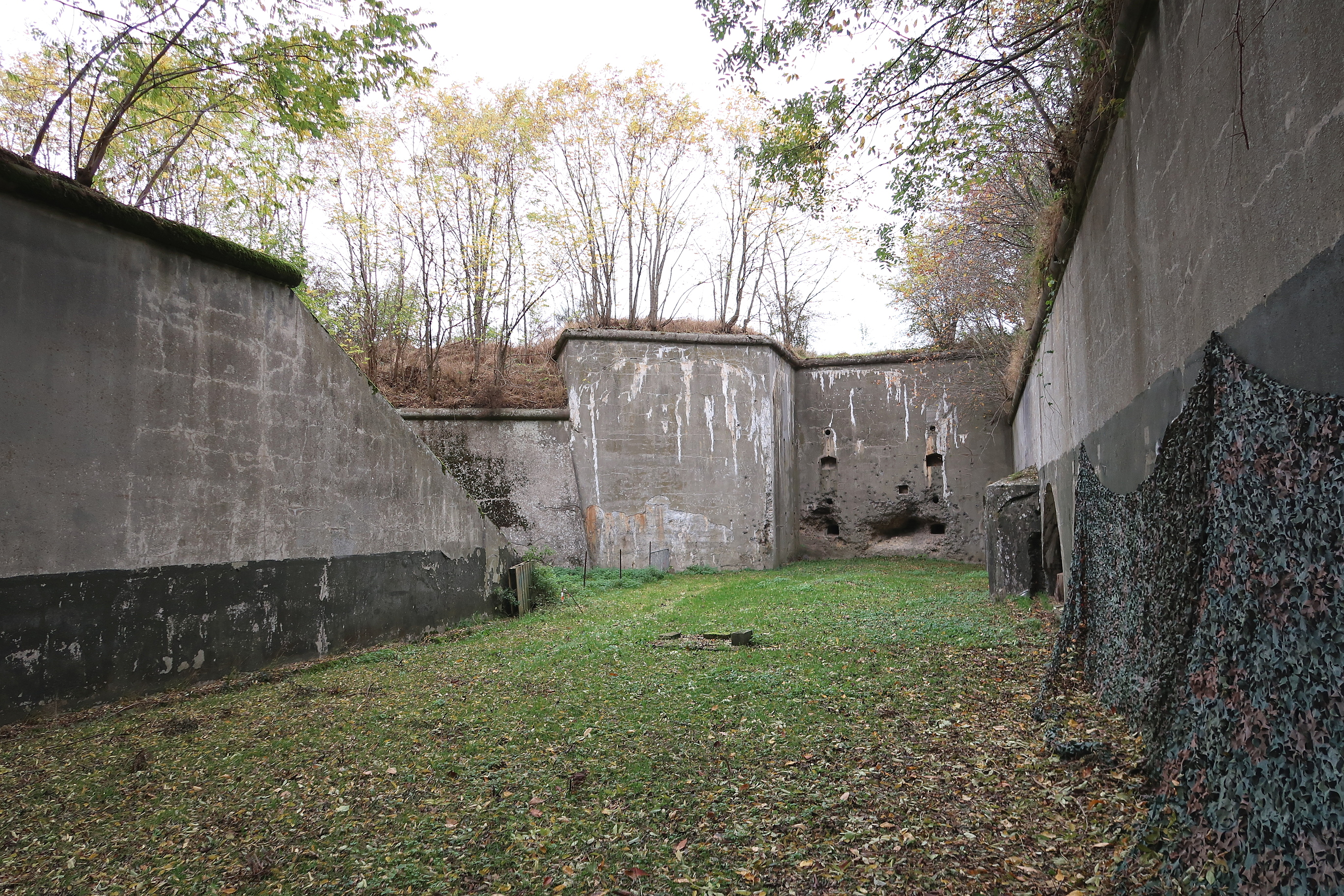
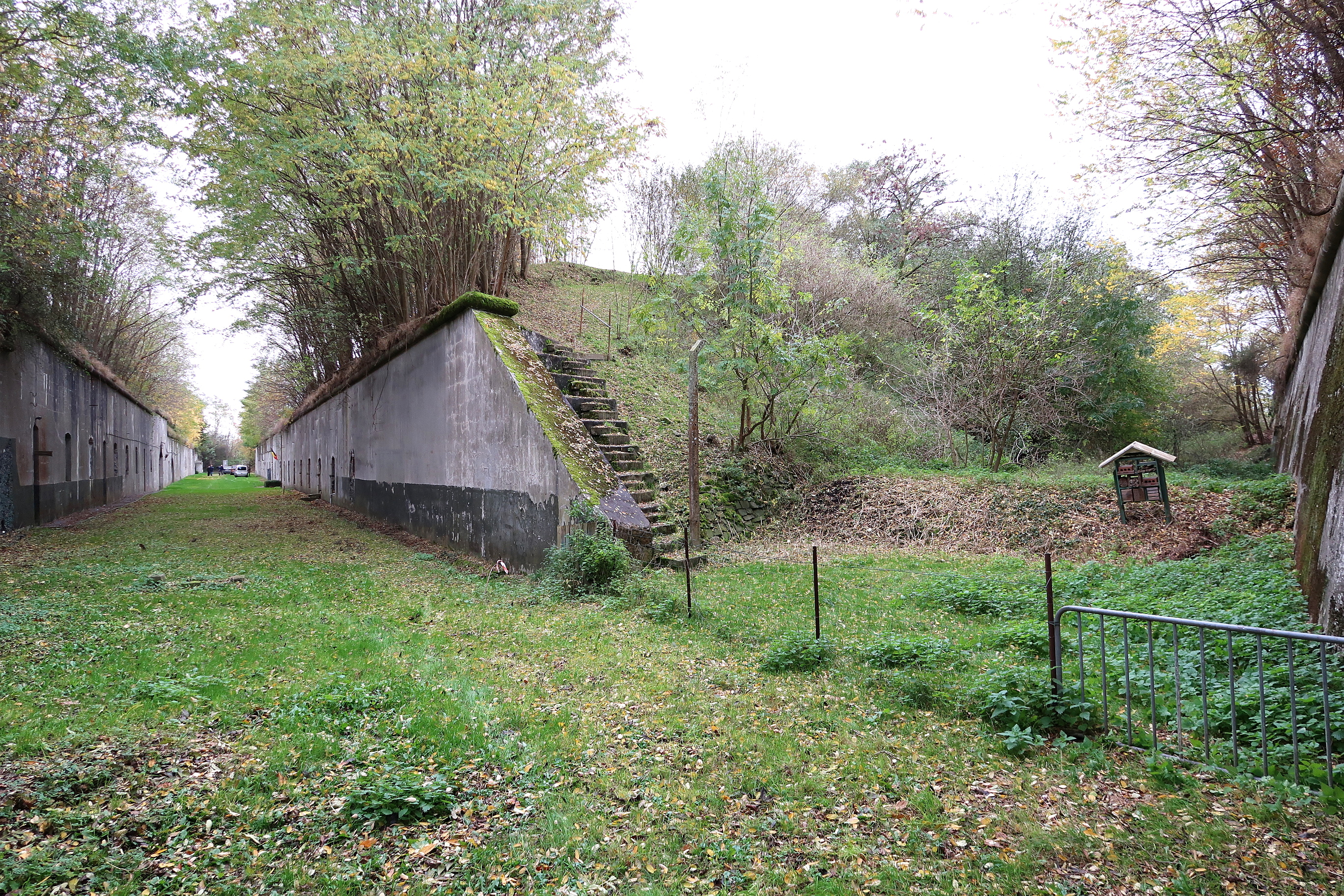

## Armement
L'armement du fort de Hollogne incluait pour les cibles à distance une tourelle Grüsonwerke avec un obusier Krupp de 21 cm, une tourelle Creusot avec 2 canons de 15 cm et deux tourelles Châtillon-Commentry comportant 1 canon Krupp 12 mm. Pour la défense rapprochée, il possédait 3 tourelles Grüsonwerke éclipsables avec un canon de 57 mm. Il y avait aussi sur le fort une tourelle d'observation équipée d'un projecteur. 7 canons de 57 mm à tir rapide équipaient les casemates protégeant les fossés et la poterne,.
L'artillerie lourde du fort était composée de canons allemands de marque Krupp alors que les tourelles provenaient de diverses origines. La communication entre les forts voisins de Loncin et de Liers pouvait se faire au moyen de signaux lumineux. Les canons utilisaient de la poudre noire ce qui produisait des gaz asphyxiants se propageant dans les espaces confinés du fort.
Le fort était tenu par une garnison de 230 artilleurs et 120 fantassins et commandée par le capitaine-commandant Cuisinier,

## Première Guerre mondiale
Liège fut attaquée le 6 août 1914. Les forts de Liège opposant une résistance inattendue aux Allemands, ceux-ci amenèrent une artillerie lourde de siège avec une puissance de feu supérieure à ce que à quoi les forts pouvaient résister. Le fort de Hollogne fut lourdement bombardé le 13 août. Peu après l'explosion du fort de Loncin, le 15 août vers 17h20, les Allemands envoyèrent des émissaires aux deux derniers forts encore tenu par les Belges, Flémalle et  Hollogne, soulignant les conséquences d'une résistance continue. Le plan initial était de fuir le fort après l'avoir saboté, mais se rendant compte qu'elle était encerclée, la garnison se rendit le 16 août à 7h30, 10 minutes après celle de Flémalle,,

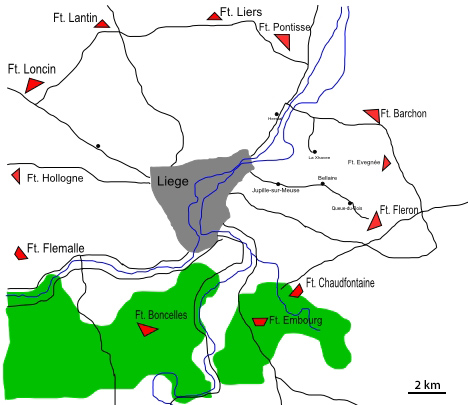
Les forts de Liège

## Seconde Guerre mondiale
Le fort de Hollogne ne fut pas modernisé dans les années trente et resta comme construit par Brialmont additionné des quelques modifications apportées par l'occupant allemand entre 1914 et 1917. Après 1918, l'armée belge utilisa le fort comme dépôt de munitions, En mai 1940, le fort fut bombardé par des Stukas qui l'avaient confondu avec le fort de Flémalle. Durant l'occupation, il exista un projet de transformer le fort en base de lancement de V2. Après la libération en 1944, les Américains l'aménagèrent en hôpital. Peu après la fin de la guerre, il redevint tout d'abord un dépôt pour l'armée belge avant de devenir un poste de commandement de la force aérienne belge jusqu'en 1991. Il reste encore propriété de la Défense nationale jusqu'en 1997, année durant laquelle il est transféré au ministère des Transports pour être intégré à l'aéroport de Liège.

## Actuellement
Le fort est maintenu en état de préservation par une association, le Comité de sauvegarde du patrimoine historique du fort de Hollogne. Il est visitable à diverses occasions.